# Tiril Merg
Tiril Günther Merg (født 2. September 1993 i Bærum, Norge) er en norsk håndboldspiller, der spiller for Larvik HK. Hun har tidligere spillet for Nykøbing Falster Håndboldklub, Stabæk Håndball og Glassverket IF.